# Seznam armad Jugoslovanske armade
Seznam armad Jugoslovanske armade.

## Seznam
- 1. armada
- 2. armada
- 3. armada
- 4. armada